# 975 Персеверантія
975 Персеверантія (975 Perseverantia) — астероїд головного поясу, відкритий 27 березня 1922 року.
Тіссеранів параметр щодо Юпітера — 3,310.